# Tabanus queenslandii
Tabanus queenslandii är en tvåvingeart som beskrevs av Ricardo 1914. Tabanus queenslandii ingår i släktet Tabanus och familjen bromsar. Inga underarter finns listade i Catalogue of Life.